# シェーン・オリアリー
シェーン・オリアリー（Shane O'Leary、1993年3月12日 - ）は、メジャーリーグラグビー、トロント・アローズに所属するラグビーユニオン選手。

## プロフィール
- アイルランド・コーク出身。
- ポジションはスタンドオフ(SO)。
- 身長 178cm、体重 90kg
- U20カナダ代表に選ばれたことがある[1]。
- カナダ代表キャップは14（2021年9月現在）でワールドカップ2019のカナダ代表に選ばれた[2]。

## 略歴
FCグルノーブル、コナート、イーリング・トレイルファインダーズ、ノッティンガムRFCを経て、2020年、ルーアンに加入。
2022年、トロント・アローズに加入。 